# Salts als Jocs Olímpics d'estiu de 1952
Als Jocs Olímpics d'Estiu de 1952 celebrats a la ciutat de Hèlsinki (Finlàndia) es disputaren quatre proves de salts, dues en categoria masculina i dues en categoria femenina. La competició es desenvolupà entre els dies 27 de juliol i el 2 d'agost de 1952.

## Resum de medalles

### Categoria masculina
| Prova                           | Or             | Argent          | Bronze         |
| Trampolí de 3 metres Detalls    | David Browning | Miller Anderson | Bob Clotworthy |
| Plataforma de 10 metres Detalls | Sammy Lee      | Joaquin Capilla | Günther Haase  |

### Categoria femenina
| Prova                           | Or            | Argent           | Bronze        |
| Trampolí de 3 metres Detalls    | Pat McCormick | Madeleine Moreau | Zoe-Ann Olsen |
| Plataforma de 10 metres Detalls | Pat McCormick | Paula Myers      | Juno Stover   |

## Medaller
| Posició | País         | Or | Argent | Bronze | Total |
| 1       | Estats Units | 4  | 2      | 3      | 9     |
| 2       | França       | 0  | 1      | 0      | 1     |
| 2       | Mèxic        | 0  | 1      | 0      | 1     |
| 4       | Alemanya     | 0  | 0      | 1      | 1     |